# Comuna Dovhopolivka, Tîvriv
Dovhopolivka (în ucraineană Довгополівка) este o comună în raionul Tîvriv, regiunea Vinnița, Ucraina, formată din satele Dovhopolivka (reședința) și Klișciv.

## Demografie
Componența lingvistică a satului Dovhopolivka
     Ucraineană (98,09%)
     Rusă (1,36%)
     Alte limbi (0,41%)
Conform recensământului din 2001, majoritatea populației satului Dovhopolivka era vorbitoare de ucraineană (98,09%), existând în minoritate și vorbitori de rusă (1,36%).